# Alfonso Perdomo García
Alfonso Perdomo García (Las Palmas de Gran Canaria, 1 de juliol de 1919 - Illes Canàries, desembre de 1987) fou un futbolista canàri de la dècada de 1940.

## Trajectòria
Es formà al Victoria de Las Palmas, el club de la seva ciutat natal. La temporada 1939-40 fitxà per l'Hèrcules CF, club amb el qual jugà tres temporades a Primera, malgrat ell només disputà 13 partits amb l'equip. El 1944 signà pel Gimnàstic de Tarragona, club on visqué els millors anys de la seva carrera, jugant tres temporades a Segona Divisió i tres temporades a Primera. En aquesta categoria jugà un total de 64 partits i marcà un gol per al club grana. Fou un jugador polivalent que s'adaptava a moltes posicions, arribant a jugar algun cop, fins i tot, de porter. La temporada 1950-51, ja veterà, fitxà pel RCD Espanyol, però no comptà amb gaires minuts, disputant només 6 partits de lliga. Retornà novament al Gimnàstic on acabà la seva carrera. Jugà un partit amb la selecció de futbol de Catalunya l'any 1948, que l'enfrontà a una selecció de Barcelona.